# Vaux-Chavanne
Vaux-Chavanne (en wallon Li Vå-d'-Xhavane; généralement, dans une phrase "e l' vå", prononcé "è l' vâ", "en la vallée") est une section de la commune belge de Manhay située en Région wallonne dans la province de Luxembourg.
C'était une commune à part entière avant la fusion des communes de 1977.
Le village est connu dans toute la région pour ses festivités du dernier week-end d'août.

## Géographie

### Hydrographie
Deux cours d'eau traversent le village, la Chavanne et la Sèrine Fagne.

## Démographie
- Source: INS recensements population

## Histoire
Vaux-Chavanne n'est une commune de la province de Luxembourg que depuis 1839. Elle faisait partie avant cela du département de Sambre-et-Meuse.

## Patrimoine et culture

### Patrimoine architectural
La chapelle du Carrefour est un petit édifice classé.